# Andrea Pininfarina

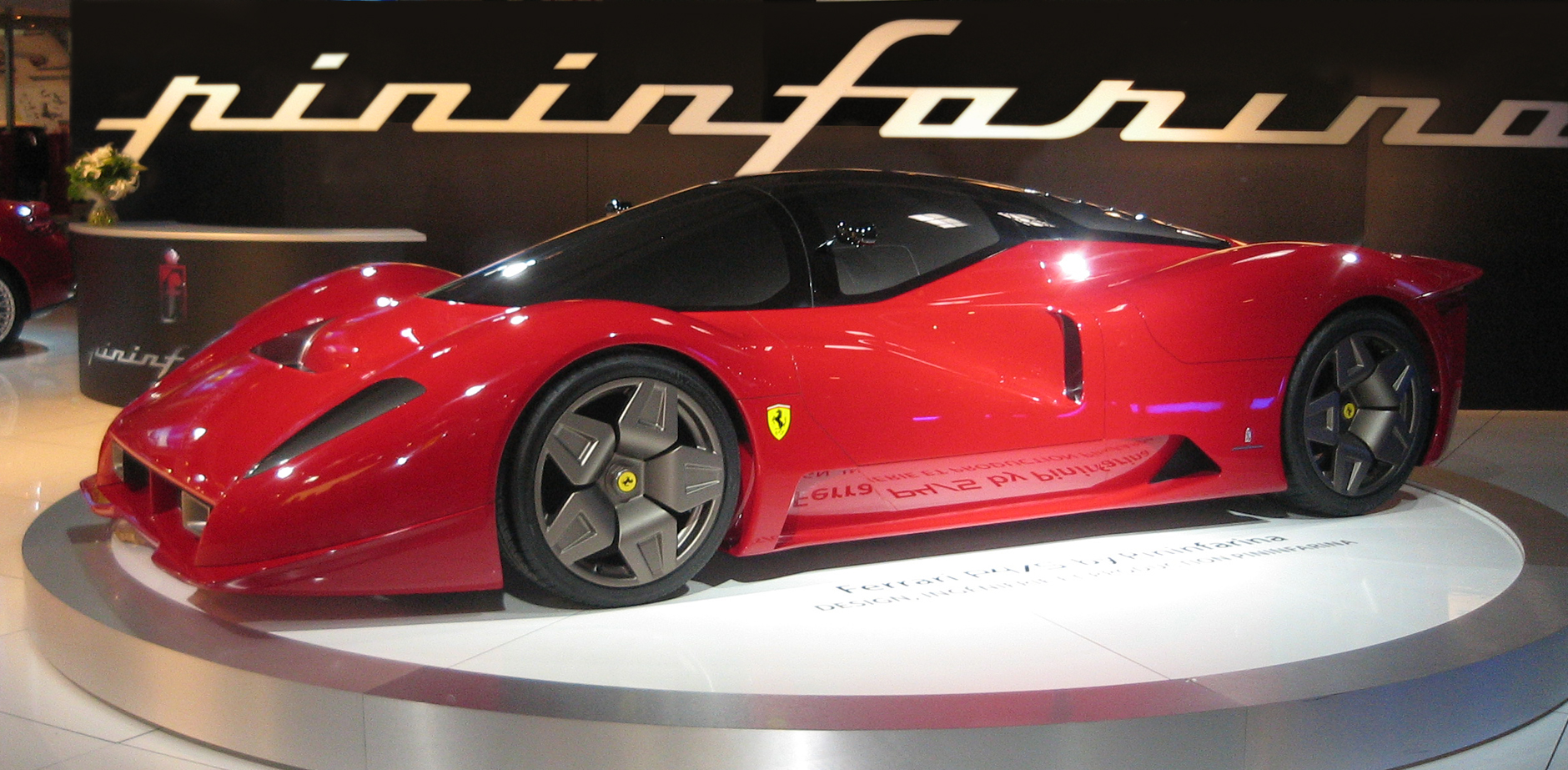
Ferrari P4/5 ontworpen door Pininfarina

Andrea Pininfarina (Turijn, 26 juni 1957 - Trofarello, 7 augustus 2008) was een Italiaans carrosserieontwerper van bijzondere en exclusieve auto's. Hij ontwierp bijvoorbeeld voor Ferrari, Maserati, Alfa Romeo, Lancia en Fiat. Tevens was hij sinds 2001 Chief Executive Officer (CEO) van Pininfarina, het bedrijf dat in 1930 door zijn grootvader Battista "Pinin" Farina werd opgericht.
In 1981 studeerde hij af aan de Polytechnische Universiteit van Turijn als werktuigbouwkundig ingenieur.
Op 7 augustus 2008 reed hij op zijn Vespa in de buurt van het bedrijf HQ in Cambiano even buiten Turijn en werd geschept door een auto, bestuurd door een 78-jarige automobilist die hem niet gezien had. Hij overleed aan de gevolgen daarvan.

## Onderscheidingen
- Op 6 mei 2003 werd hij door de Franse ambassadeur in Italië onderscheiden tot Ridder in het Legioen van Eer.
- Op 1 juli 2005 werd hem de Orde van Verdienste van de Arbeid toegekend, een hoge Italiaanse onderscheiding.